# Eugène Delamain
Pour les articles homonymes, voir Delamain.
Eugène Delamain, né le 25 janvier 1874 à Vert-le-Petit, et mort le 9 octobre 1914 à Monchy-au-Bois, est un peintre et lithographe français.

## Biographie
Eugène Delamain est le fils de Stanislas Delamain, monteur au chemin de fer d'Orléans, et de Gabrielle Gilberte Sigret.
Dessinateur lithographe à vingt ans, il effectue ses trois années de service militaire au sein du 72e régiment d'infanterie.
Élève de Vincent Chevilliard, Pierre Émile Bertrand et Alfred-Jean Broquelet, il expose au Salon dès 1897, puis devient membre de la Société des artistes français.
En 1899, il épouse Hélène Gabrielle Guiochon (1878-1973).
Il obtient une mention honorable en 1901, une médaille de troisième classe en 1906 et une médaille de deuxième classe en 1910.
En 1914, à la mobilisation générale, il intègre le 26e régiment d'infanterie territoriale. Il est tué à l'ennemi, mort lors des attaques à Monchy-au-Bois à l'âge de 40 ans. Il est inhumé à la nécropole nationale de la Targette, en sépulture individuelle no 6796, carré no 28.
L'Association française d'artistes lithographes lui rend hommage en 1920.

## Œuvres exposées aux Salons parisiens
- Tête de tigre royal, au Salon de 1897, étude
- Une lithographie originale : Portrait de Mme D., au Salon de 1900
- Une lithographie : Rembrandt van Ryn, au Salon de 1901
- Une lithographie originale : Portrait de M. F., ingénieur, au Salon de 1902
- Une lithographie : Femme hollandaise, d’après Metzu, au Salon de 1902
- Une lithographie : Portrait de Pascal, le mathématicien, d'après Bol, au Salon de 1903
- Une lithographie : Ménippe, d'après Vélasquez, au Salon de 1907
- Église de Saclay (Seine-et-Oise), le soir, au Salon de 1907, pastel
- La Neige, le soir, à Saclay (Seine-et-Oise), au Salon de 1908, pastel
- Esclave d'Amour et de Lumière des yeux, d'après Dinet. Musée du Luxembourg, au Salon de 1910, lithographie
- Les Saules, au Salon de 1911, lithographie
- Dernières Gerbes ; effet du soir, au Salon de 1911, dessin
- Coin de maison ensoleillée à Gournay, au Salon de 1911
- Crépuscule, au Salon de 1912, pastel
- Le Corps de N.-S. Jésus-Christ dans la tombe, d'après Holbein. Musée de Bâle, au Salon de 1912, lithographie
- Souvenir de Bretagne : le soir, au Salon de 1912, lithographie
- Chemin de la Croix à Gournay (Deux-Sèvres), au Salon de 1913, pastel
- Croquis, au Salon de 1913, lithographie
- Fin de journée d'octobre en Seine-et-Oise, au Salon de 1914, pastel

## Distinctions
- Officier d'académie (1907)[7]
- Officier de l'Instruction publique (1912)[8]